# Британская подводная флотилия в Балтийском море
Британская подводная флотилия в Балтийском море — подводная флотилия Великобритании, действовавшая во время Первой мировой войны в Балтийском море в период с 1914 по 1919 годы. Её основной целью было предотвращение поставок железной руды из Швеции в Германию.
Во флотилию входили 9 подводных лодок и несколько судов обеспечения. Флотилия базировалась в Ревеле (Таллин) и Гельсингфорс (Хельсинки). Командовал флотилией капитан Фрэнсис Кроми.
Английский флот не мог действовать на Балтике, не подвергаясь опасности: тесное, мелкое море было минировано, а собственных баз поблизости не было. К тому же германские корабли имели возможность манёвра через Кильский канал. Зато это был идеальный театр для подводных лодок. Они могли как угрожать Флоту открытого моря с тыла, так и нарушать поставки шведской руды в Германию.
Соответственно, в октябре 1914 года Адмиралтейство послало три лодки типа E: E1 (лейтенант-коммандер Ноэль Лоренс, E9 (лейтенант-коммандер Макс Хортон,) и E11 (лейтенант-коммандер Мартин Несмит, англ. Martin Nasmith). Переход через Скагеррак, Каттегат и узкие, мелкие Датские проливы был крайне опасен. Лоренс и Хортон сумели их форсировать. Несмиту не повезло. Идя последним, он встретил плотные патрули и, избежав попытки тарана и бомбежки, был вынужден повернуть назад. Не успел он сделать новую попытку, как был отправлен в Дарданеллы. Все трое были лучшими подводниками Британии, и вскоре их имена стали известны каждому. Хортон к этому моменту уже успел сделать себе имя, потопив крейсер «Хела».

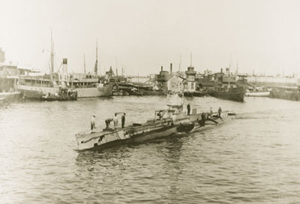
E19 покидает Ревель, ок. 1915—1918

Две прорвавшиеся лодки нашли немало торговых судов, плюс местные военно-морские силы.
Лоренс сделал неудачный дебют, промахнувшись по крейсеру «Виктория Луизе» (нем. Victoria Louise) — тот вовремя заметил идущие на него торпеды. Таким образом, присутствие английских лодок на Балтике было объявлено всему миру. Было решено оставить их на театре, с базированием на русский порт. Изначально предполагалось базирование в Либаве, но из-за угрозы немецкого наступления подводные лодки перешли в Лапвик (Ханко, Финляндия), где им и был предоставлен ремонт.
Уже в январе 1915 года Хортон с помощью ледокола вышел в море. Тогда не было известно, могут ли лодки действовать зимой. Выяснилось, что единственной проблемой было обледенение при движении на поверхности. В первой атаке торпеда не удержала глубину и взорвалась, ударившись о дно под целью — эсминцем. С улучшением погоды лодки, то в паре, то по отдельности, приступили к нарушению перевозок руды, потопив несколько транспортов, рудовозов и минный заградитель.
В мае Хортон атаковал охраняемый конвой и потопил транспорт под носом у крейсера, заставив конвой повернуть обратно. В июне он атаковал ещё один конвой, потопил транспорт и тяжело повредил эсминец. Третья торпеда из-за неисправности не дошла до цели — крейсера.
В июле Хортон повредил броненосный крейсер «Принц Адальберт». Это был выдающийся успех, в частности потому, что гладкое безветренное море крайне затрудняло пользование перископом. Немцы уже рассматривали Хортона как серьёзную угрозу. Более того, русский царь наградил его Георгиевским крестом IV степени.
В следующем месяце Лоренс, справившись с техническими неполадками, вышел в море и в Рижском заливе повредил линейный крейсер «Мольтке», что повлияло на решение немцев отменить высадку под Ригой. Царь послал за Лоренсом и лично вручил ему Георгия, объявив «спасителем Риги».

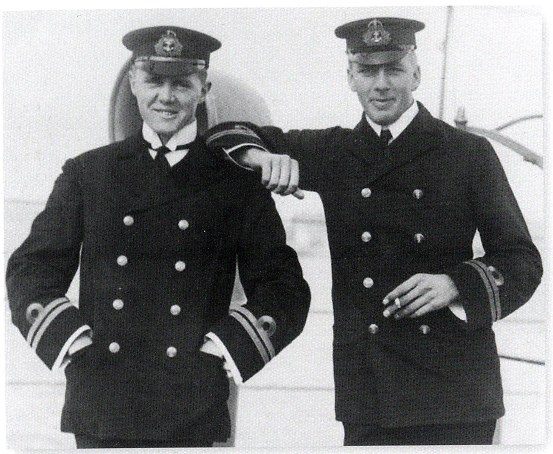
Макс Хортон (слева) и Ноэль Лоренс. Балтика, ок. 1915—1918 гг.

В ответ на успехи, Адмиралтейство стало перебрасывать новые лодки (типа С) через Архангельск по системе рек и каналов в Петроград. Они не пришли в боевую готовность до весны 1916 года. Тем временем четыре новые лодки типа E отправились форсировать проливы. E13 села на мель, формально в нейтральных датских водах, но в нарушение нейтралитета была атакована и расстреляна германским эсминцем 20 августа, с потерей большей части команды (из 19 человек 6 убиты, 7 пропали без вести, 2 ранены). E8, E18 и E19 прошли, хотя первая едва не погибла и добралась до базы с одним винтом, потеряв второй при касании грунта.
Вновь прибывшие лодки были нацелены на немецкий флот, поддерживавший с моря наступление на Восточном фронте. В октябре E8 (лейтенант-коммандер Гудхарт, англ. Francis Goodhart) вышла на позицию у Либавы, потопив по пути транспорт. У Либавы был обнаружен военно-морской конвой. Выполнив классическое сближение, Гудхарт выстрелил единственную торпеду с дистанции 1000 ярдов. Жертвой оказался ранее повреждённый Prinz Adalbert, только что вышедший из ремонта.
Через месяц E19 (лейтенант-коммандер Кроми, англ. Francis Newton Allan Cromie) наткнулась в западной Балтике на конвой, шедший контркурсом. Выстрелом из правого торпедного аппарата Кроми добился попадания в лёгкий крейсер Ундине (нем. Undine) с дистанции 1100 ярдов, затем, уклонившись от эсминца охранения, добил его из кормового торпедного аппарата.
Потери крупных кораблей заставили Германию ограничить их использование на Балтике. После этого подводные лодки занимались в основном нарушением перевозок руды. Стоит напомнить, что они воевали по призовым правилам, параллельно с лодками Балтийского флота, но добились гораздо большего результата. Так, в свой лучший день, в конце 1915 года Кроми потопил 7 транспортов водоизмещением свыше 22 000 брт. Потери британцев составили 2 лодки типа E.
В мае 1917 года подводная флотилия перебазировалась на Ханго (Ханко). По условиям Брест-Литовского мира находящиеся в Финляндии лодки, включая уцелевшие 7 британских, должны были отойти Германии. Чтобы этого избежать, они были выведены на глубину с помощью ледокола и затоплены 4 марта 1918 года.